# АЕС Палюель
АЕС Палюель (фр. Centrale nucléaire de Paluel) — атомна електростанція, розташована на території комуни Палюель в Нормандії, в департаменті Приморська Сена, приблизно в 40 км від міста Дьєпп. АЕС має 4 енергоблоки, оснащених водо-водяними реакторами P4 компанії Areva електричною потужністю 1382 МВт. Технічне водопостачання здійснюється з Ла-Маншу. 
Персонал АЕС становить близько 1 250 співробітників. Експлуатуючою організацією станції є L'électricité de France.

## Інформація по енергоблоках
| Енергоблок | Тип реакторів | Потужність | Потужність | Початок будівництва | Підключення до мережі | Введення в експлуатацію |
| Енергоблок | Тип реакторів | Чиста      | Брутто     | Початок будівництва | Підключення до мережі | Введення в експлуатацію |
| ---------- | ------------- | ---------- | ---------- | ------------------- | --------------------- | ----------------------- |
| Палюель-1  | PWR (P4)      | 1330 МВт   | 1382 МВт   | 15.08.1977          | 22.06.1984            | 01.12.1985              |
| Палюель-2  | PWR (P4)      | 1330 МВт   | 1382 МВт   | 01.01.1978          | 14.09.1984            | 01.12.1985              |
| Палюель-3  | PWR (P4)      | 1330 МВт   | 1382 МВт   | 01.02.1979          | 30.09.1985            | 01.02.1986              |
| Палюель-4  | PWR (P4)      | 1330 МВт   | 1382 МВт   | 01.02.1980          | 11.04.1986            | 01.06.1986              |

## Цікавий факт
- Є найпотужнішою АЕС на території Франції та Європейського Союзу.
- Є найпотужнішою електростанцією будь-якого типу на території Франції.